# 아와지시
아와지시(일본어: 淡路市)는 일본 효고현 남부 아와지섬의 북단, 중앙부에 걸쳐 있는 도시이다. 아와지섬의 북쪽 3분의 1을 차지하고 있으며, 아와지 현민국 관할 지역이다.
세계에서 가장 긴 현수교인 아카시 해협 대교를 통해 고베시, 아카시시 등과 연결된다. 시 남부는 스모토시와 인접하며, 고베 도시권(1.5% 도시권)에 포함된다.

## 지리
북쪽은 일본에서 유명한 아카시 해협 대교로 고베시와 연결되고 남쪽은 스모토시와 접한다. 오사카만, 하리마나다의 바다 사이에 끼어 있어 많은 항구와 해수욕장이 있다. 시내에는 큰 하천은 없으며 온난하고 보슬비 때문에 농업용 저수지가 많이 존재한다. 중앙부에는 쓰나구릉이 뻗어 있고(최고봉 묘켄산 522m), 총면적의 반 이상을 산지가 차지한다. 시내를 흐르는 강도 쓰나구릉의 산으로부터 흐른다. 1995년에 발생한 한신·아와지 대지진에서는 옛 호쿠단정이 진원지가 되어 시를 포함한 주변 시정촌이 큰 피해를 입었다. 또한 2013년 4월 13일에 발생한 아와지시마 부근을 진원으로 하는 M6.3의 지진에서는 최대 진도 6약이 관측되었다.

### 인접한 자치체
- 스모토시
- 아카시 해협 대교를 경유해 고베시(다루미구)
- 아카시 아와지 페리, 아와지 제노아 라인을 이용해 아카시시

## 역사
2005년 4월 1일에 아와지정, 쓰나정, 이치노미야정, 히가시우라정, 호쿠단정 등 5개 정이 합병하여 아와지시가 신설되었다.

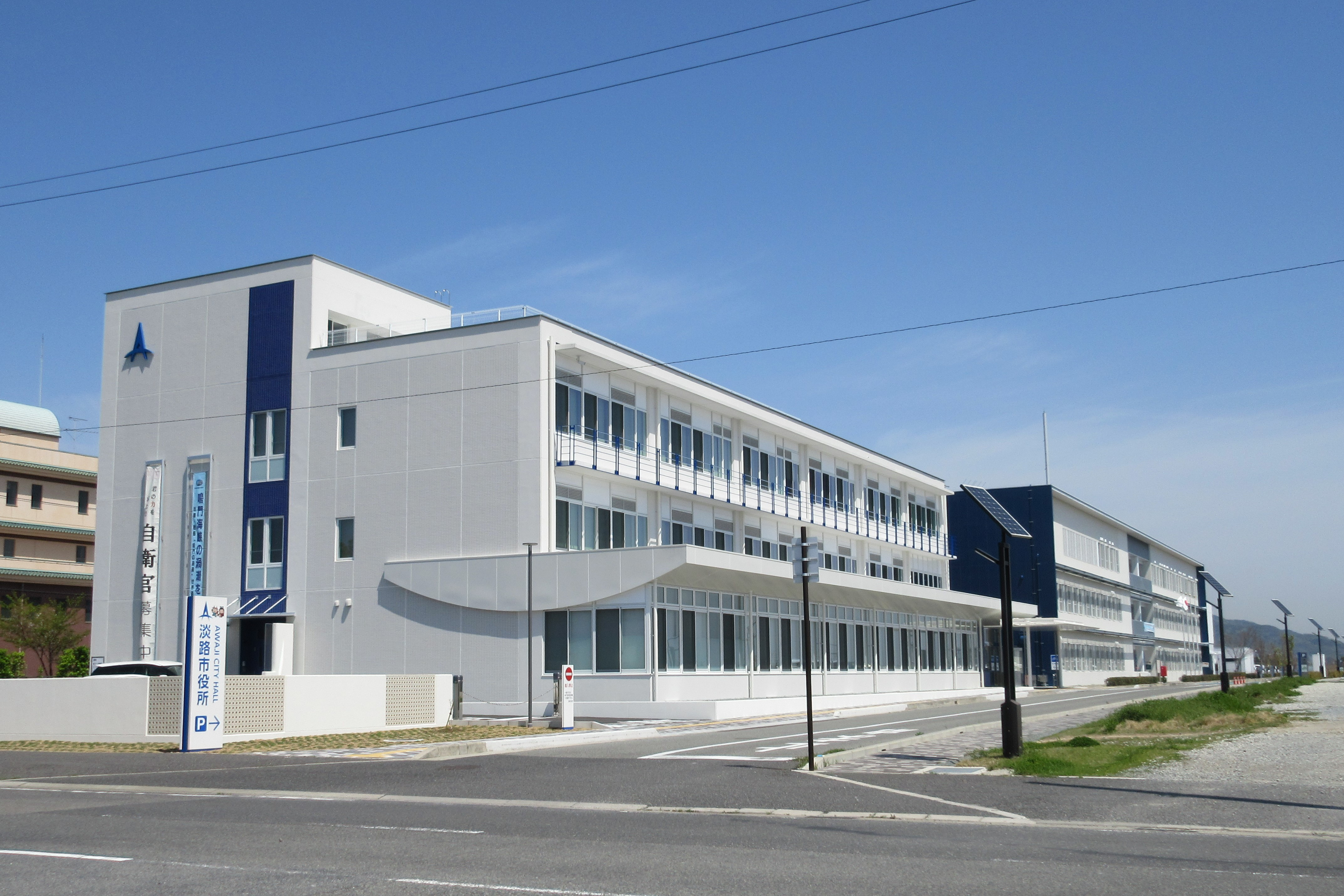
아와지시청

## 교통

### 도로
- 고베-아와지-나루토 자동차도
- 국도 28호선

## 인구
2010년 인구조사 대비 인구 증감률을 보면 5.32% 감소한 46,465명이다. 증감률은 현내 41개 시군 중 31위, 49개 행정구역 중 39위이다.
| 연도 | 인구     | ±% |
| ---- | -------- | -- |
| 1970 | 61,675명 | —  |
| 1975 | 59,298명 | —  |
| 1980 | 57,650명 | —  |
| 1985 | 56,306명 | —  |
| 1990 | 54,643명 | —  |
| 1995 | 53,235명 | —  |
| 2000 | 51,884명 | —  |
| 2005 | 49,078명 | —  |
| 2010 | 46,459명 | —  |
| 2015 | 43,977명 | —  |
| 2020 | 41,967명 | —  |

## 기후
| 아와지시 군게의 기후                                         | 아와지시 군게의 기후 | 아와지시 군게의 기후 | 아와지시 군게의 기후 | 아와지시 군게의 기후 | 아와지시 군게의 기후 | 아와지시 군게의 기후 | 아와지시 군게의 기후 | 아와지시 군게의 기후 | 아와지시 군게의 기후 | 아와지시 군게의 기후 | 아와지시 군게의 기후 | 아와지시 군게의 기후 | 아와지시 군게의 기후 |
| 월                                                           | 1월                  | 2월                  | 3월                  | 4월                  | 5월                  | 6월                  | 7월                  | 8월                  | 9월                  | 10월                 | 11월                 | 12월                 | 연간                 |
| ------------------------------------------------------------ | -------------------- | -------------------- | -------------------- | -------------------- | -------------------- | -------------------- | -------------------- | -------------------- | -------------------- | -------------------- | -------------------- | -------------------- | -------------------- |
| 역대 최고 기온 °C (°F)                                       | 20.8 (69.4)          | 22.0 (71.6)          | 24.2 (75.6)          | 28.7 (83.7)          | 31.4 (88.5)          | 35.5 (95.9)          | 37.0 (98.6)          | 37.8 (100.0)         | 35.4 (95.7)          | 31.1 (88.0)          | 25.2 (77.4)          | 23.6 (74.5)          | 37.8 (100.0)         |
| 일평균 최고 기온 °C (°F)                                     | 9.5 (49.1)           | 10.0 (50.0)          | 13.3 (55.9)          | 18.8 (65.8)          | 23.6 (74.5)          | 26.7 (80.1)          | 30.7 (87.3)          | 32.4 (90.3)          | 28.5 (83.3)          | 23.1 (73.6)          | 17.5 (63.5)          | 12.1 (53.8)          | 20.5 (68.9)          |
| 일일 평균 기온 °C (°F)                                       | 5.8 (42.4)           | 5.9 (42.6)           | 8.7 (47.7)           | 13.7 (56.7)          | 18.6 (65.5)          | 22.5 (72.5)          | 26.5 (79.7)          | 27.8 (82.0)          | 24.2 (75.6)          | 18.7 (65.7)          | 13.2 (55.8)          | 8.3 (46.9)           | 16.1 (61.0)          |
| 일평균 최저 기온 °C (°F)                                     | 1.6 (34.9)           | 1.4 (34.5)           | 3.8 (38.8)           | 8.5 (47.3)           | 13.7 (56.7)          | 18.8 (65.8)          | 23.2 (73.8)          | 24.1 (75.4)          | 20.4 (68.7)          | 14.3 (57.7)          | 8.6 (47.5)           | 4.1 (39.4)           | 11.9 (53.4)          |
| 역대 최저 기온 °C (°F)                                       | −5.1 (22.8)          | −5.2 (22.6)          | −3.7 (25.3)          | −0.9 (30.4)          | 3.8 (38.8)           | 9.4 (48.9)           | 16.6 (61.9)          | 16.7 (62.1)          | 10.0 (50.0)          | 3.9 (39.0)           | 0.3 (32.5)           | −4.3 (24.3)          | −5.2 (22.6)          |
| 평균 강수량 mm (인치)                                        | 35.1 (1.38)          | 47.1 (1.85)          | 79.2 (3.12)          | 85.8 (3.38)          | 114.5 (4.51)         | 154.5 (6.08)         | 144.9 (5.70)         | 94.4 (3.72)          | 183.3 (7.22)         | 139.8 (5.50)         | 65.6 (2.58)          | 52.9 (2.08)          | 1,197.1 (47.13)      |
| 평균 강수일수 (≥ 1.0 mm)                                     | 5.5                  | 6.2                  | 9.1                  | 8.6                  | 8.9                  | 11.4                 | 9.6                  | 6.1                  | 9.6                  | 8.4                  | 6.3                  | 6.1                  | 95.8                 |
| 평균 월간 일조시간                                           | 156.9                | 156.3                | 191.9                | 205.1                | 212.5                | 160.8                | 200.2                | 245.0                | 171.6                | 175.5                | 152.0                | 145.1                | 2,173.1              |
| 출처: 일본 기상청 (평년값: 1991년~2020년, 극값: 1976년~현재) |                      |                      |                      |                      |                      |                      |                      |                      |                      |                      |                      |                      |                      |